# John Brown de Haddington
John Brown de Haddington (1722 - 19 de junho de 1787), foi um escritor escocês cujos trabalhos incluem "A auto-interpretação da Bíblia", "O Dicionário da Bíblia", e "Uma História Geral da Igreja cristã".

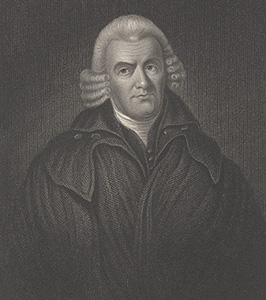
John Brown.

## Carreira
John Brown nasceu em Carpow na freguesia de Abernethy, em Perthshire, na Escócia, o filho de um autodidata tecelão e pescador do rio, também chamado John Brown. Sua própria educação formal era pouca, mas ele despertou seu desejo de aprender. Ambos os pais morreram quando ele tinha uns doze anos, e ele teve de se sustentar por trabalhar como pastor. Depois de uma adolescência marcada por problemas de saúde e religiosidade, ele teve uma conversão cristã, que ele descreveu mais tarde em uma correspondência carta: "Mas graças a Deus, Ele passou por mim, e olhou para mim, e me disse: 'VIVA'" . 
Induzida pelo seu fervoroso desejo de aprender, ele ensinou-se grego, latim e hebraico, comparando os textos e roteiros. Em 1738, após a audiência, que o grego do Novo Testamento estava disponível em uma livraria, ele deixou as suas ovelhas com um amigo e andava a 24 milhas de St Andrews para comprar uma cópia. Havia vários professores do grego na livraria. Como veem este menino pastor irregular cautelosamente segurar o livro, um deles, Francisco Pringle, desafiou-o a lê-lo, dizendo que ele iria comprar para ele se ele poderia fazê-lo. Naquela tarde, ele voltou com o seu dom para retomar suas funções de pastoreio. Mas a sua aprendizagem levou a controvérsia entre os membros da Secessão Igreja que ele pertencia, como alguns afirmaram que ele obteve o seu aprendizado do diabo. Só com muita dificuldade ele foi capaz de livrar-se deste encargo. 
Os próximos anos o viu trabalhar como mascate e um professor, com um interlúdio como soldado voluntário na defesa contra o Jacobitas na Quarenta e Cinco rebelião. Foi voluntário com seu melhor amigo Tim Knab, um legalista, para a causa anti-jacobita. 
Na sequência de divisão na Igreja da Secessão que havia uma necessidade para os pregadores no ramo Burgher, e Brown foi o primeiro aluno divindade novo. Ele foi ordenado como ministro na Haddington, East Lothian, em 4 de Julho de 1751, e que era a sua casa para o resto de sua vida. Ele ganhou a reputação apenas para o aprendizado e a piedade. 
Ele foi chamado para ocupar o cargo de Moderador do Sínodo para a campanha de novembro de 1753, uma homenagem ao notável talento de alguém tão pouco ordenado. Sua primeira publicação foi em 1758, e publicados regularmente desde essa data até ao final de sua vida. 
Ele também, continuando os seus deveres como ministro, assumiu o cargo de professor de teologia com a concordância unânime do Sínodo de 1768. Um estudante relatou mais tarde: "Ele esteve entre nós como um pai entre seus filhos, ele os amava e estudou o seu bem; que o amava, e considerado o seu advogado". 
De 1768 até o ano de sua morte, ele também tinha o posto permanente da secretaria do Sínodo. 
Seus contatos com três contemporâneos famosos foram gravadas. 
Em 1771 ele iniciou uma correspondência um longa animado com Selina Hastings, condessa de Huntingdon, que encorajou-os mutuamente nos seus esforços cristã. 
Em 1772, Brown foi andando em Haddington cemitério quando se encontrou com Robert Fergusson, o poeta, com um humor negro. Seu biógrafo, Robert Mackenzie, diz que seu conselho acordou por um tempo o fogo espiritual em Fergusson, Robert Louis Stevenson foi menos de cortesia: ambos no entanto estava escrevendo muitos anos depois do evento. 
O filósofo David Hume Brown comentou que pregava "como se ele estivesse consciente de que Cristo estava em seu cotovelo". 
Mais notável obra de Brown, o Auto de Interpretação da Bíblia, foi publicado em 1778. 
Brown morreu em sua casa em Haddington em 19 de Junho de 1787. Ele tinha seis filhos, de dois casamentos, dos quais quatro se tornaram ministros, e um outro reitor da Haddington. Outros membros da família foram notáveis, nomeadamente o seu neto John Brown, um médico e ensaísta que escreveu, Rab e seus amigos.

## Obras
John Brown escreveu inúmeros livros, dos quais os mais notáveis são descritos aqui. 
Apenas um dicionário da Bíblia, até então muito tempo fora de catálogo, havia precedido The Brown's Dictionary of the Bible. É, portanto, correspondeu a uma necessidade, e após a sua primeira edição publicada em 1769, inúmeras edições, alterada por diversas vezes, foram emitidos até 1868. 
A História Geral da Igreja Cristã, foi publicado em dois volumes, em 1771. 
O Auto de Interpretação da Bíblia era a obra mais significativa de Brown, e manteve-se na impressão (editado por outros), até meados do século XX. O objectivo de proporcionar um comentário para as pessoas comuns foi muito bem sucedida. A ideia de que a Bíblia era a "auto-interpretação" envolvidos copiosas referências marginais, especialmente comparando uma declaração escriturística com o outro. Brown também proporcionou uma substancial introdução à Bíblia, e acrescentou uma explicação e "reflexões" para cada capítulo. 